# Lynchia ardeae
Lynchia ardeae är en tvåvingeart som först beskrevs av Macquart 1835.  Lynchia ardeae ingår i släktet Lynchia och familjen lusflugor. Inga underarter finns listade i Catalogue of Life.